# Paraleleupidia montana
Paraleleupidia montana is een keversoort uit de familie van de loopkevers (Carabidae). De wetenschappelijke naam van de soort is voor het eerst geldig gepubliceerd in 1977 door Basilewsky & Mateu.